# Гараязский заповедник
Гараязский заповедник, полное официальное название Гараязский государственный природный заповедник (азерб. Qarayazı Dövlət Təbiət Qoruğu) — природный заповедник, расположенный на северо-западе Азербайджана. Основан 2 марта 1978 года. Площадь охраняемой территории составляет 9658 га. Заповедник создан для комплексной охраны тугайных лесов долины Куры. Эти леса очень ценны как в флористическом, так и в экосистемном отношении. В последние десятилетия они стремительно деградируют и исчезают по всему Закавказью. Фауна Гараязского заповедника включает млекопитающих 16 видов, птиц — более 70, пресмыкающихся — 10, земноводных — 6, рыб — более 10 видов. Трое обитателей заповедника — выдра кавказского подвида, дрофа и закавказский полоз — занесены в Красную книгу Азербайджана.

## История

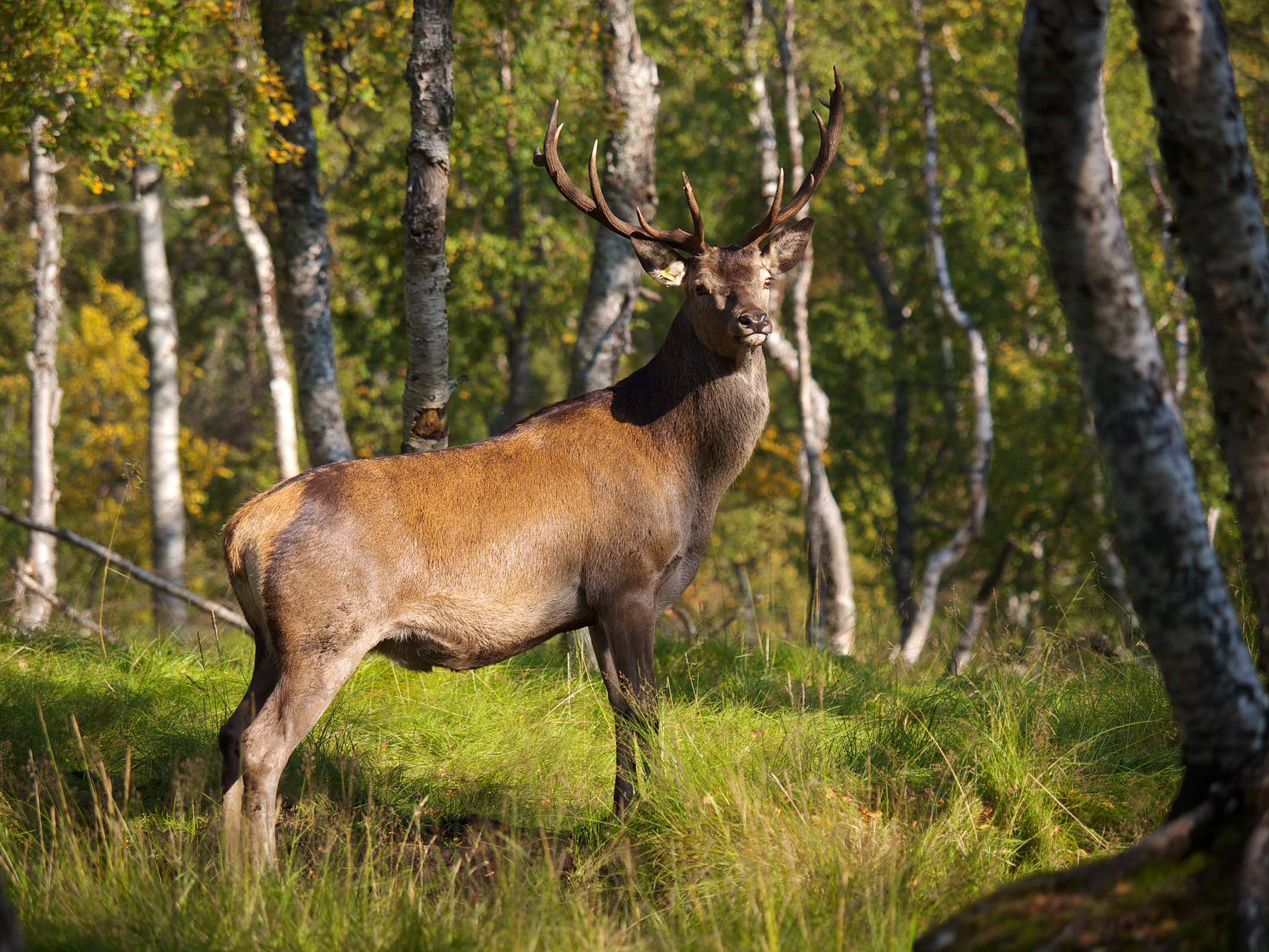
Благородный олень — древнейший объект охраны в Гараязских лесах

Гараязский заповедник расположен в речной долине, которая издавна привлекала людей своими плодородными землями. Тугаи, естественно развивавшиеся здесь на протяжении тысячелетий, со временем начали интенсивно вырубать. Освобождённые после вырубки участки и прилегающие к ним степные просторы распахивали и превращали в поля. Несмотря на опустошительный характер такой деятельности, окраины заповедника долгое время не охранялись вообще.
Лишь во второй половине XIX века Гараязские леса были переданы Тбилисскому отделу Российского союза охотников для охраны дичи, которая в них жила. Тогда были взяты под охрану три лесных массива: Гараязский, Союгбулазский и Бёюк-Кясикский. В 1922 году при создании Закавказской СФСР заповедные земли перераспределили между различными административными образованиями: Гараязский массив оказался на территории Грузии, а Союгбулазский и Бёюк-Кясикский остались на территории Азербайджана. Это в определённой степени помешало охранным целям, поэтому для более действенной охраны популяций обыкновенного фазана и благородного оленя в 1923 году на азербайджанских территориях создали Гараязо-Агстафинский заказник площадью 15 000 га. В 1929 году с грузинской стороны был создан аналогичный Гараязский заказник.
Несмотря на энергичные природоохранные мероприятия, тугаи в долине Куры продолжали деградировать. Во время Второй мировой войны на этих землях охранный режим был отменён вообще. Только в 1957 году в Гараязском лесу на территории Грузии создали Гардабанское лесоохотничье хозяйство, а в 1964 году возобновил работу азербайджанский Гараязо-Агстафинский заказник, площадь которого в то время составила 17 873 га. Охранный режим заказника оказался не слишком эффективным, поэтому 2 марта 1978 года на его территории создали Гараязский заповедник. Учитывая высокий охранный статус этой территории, для неё удалось высвободить только 5900 га земель. Однако и с такой небольшой площадью заповедник препятствовал экономической деятельности окружающих владельцев (ими были государственные предприятия). Этот конфликт привел к тому, что уже в 1979 году 1136 га заповедных земель были отчуждены в пользу соседнего совхоза. После этого территория заповедника составила 4855 га. Расчёты биологов показали, что такая площадь маловата для эффективного воспроизводства популяций крупных копытных и хищников, в определённой степени она не способствует и сохранению коренных лесов. В соответствии с рекомендациями учёных в 2003 году площадь заповедника увеличили до 9658 га.

## Климат
Гараязский природный заповедник расположен в субтропическом климатическом поясе, в зоне умеренно тёплых полупустынь и сухих степей Закавказья. Его территориям присуща мягкая зима и сухое жаркое лето. Среднегодовая температура воздуха в этой местности составляет 12,2 °C. Самый холодный месяц — январь, средняя температура которого составляет −0,1 °C. Средняя температура самого тёплого месяца, июля, равна 24,3 °C. Несмотря на общую мягкость климата, на заповедных территориях случаются экстремальные понижения температуры, в частности, самая низкая зафиксированная здесь температура составила −26 °C. Максимальные температурные экстремумы относительно меньше: самая высокая температура в Гараязских лесах зафиксирована на уровне 40 °C. Безморозный период с температурами выше 5 °C длится в среднем с 1 апреля по 12 ноября. Годовая сумма температур, превышающих 10 °C, составляет 3900 °C.
Ежегодно над Гараязскими лесами выпадает в среднем 402 мм осадков, причём значительная их часть приходится на весну и начало лета. Всего в тёплое время года выпадает 253 мм осадков, то есть 64 % от годового количества. Среди различных видов осадков преобладают дожди, которые идут около 100 дней в году. Зато снежный покров держится в среднем лишь 16 дней, а его высота не превышает 10 см. Относительная влажность воздуха составляет в среднем 71 %. Испарения составляют 930 мм.

## География и гидрология
Гараязский заповедник расположен на крайнем северо-западе Азербайджана, неподалёку от государственной границы с Грузией. Его территории целиком лежат в пределах Агстафинского района. Вплотную с северной границей заповедника граничит село Союкбулак, на расстоянии нескольких километров расположены сёла Муганлы, Кечвелли, Юкгары Салоглы, Шихлы I и Шихлы II. Ближайший город — Газах, администрация природоохранного учреждения расположена в городе Агстафа (в нескольких километрах от Газаха). Неподалёку от северной границы заповедника проходит автомобильная дорога R24 и железная дорога международного сообщения Баку — Тбилиси.
Географически заповедник расположен на левом берегу Куры — крупнейшей водной артерии Закавказья. Его территория включает как пойму реки, так и прилегающую к ней Гараязскую низменность. Охраняемая зона вытянута в направлении с северо-запада на юго-восток. Вся южная граница заповедника прилегает к руслу Куры, а западная ограничена её притоком — Храми. На территории заповедника преобладают тугаи (71,4 % его площади), среди других типов ландшафтов здесь описаны пески (9,8 %), реки и озёра (7,8 %), болота (7,5 %), луга (1,1 %).

## Геология и почвы
В геологическом отношении территория заповедника представляет собой часть равнины, которую в четвертичный период образовали аккумулятивные наносы. В целом, пологий рельеф охраняемой зоны имеет слабый уклон в сторону Куры.
Карта почвенного покрова заповедника в определённой степени совпадает с пространственным распределением его ландшафтов. Наиболее разнообразный почвенный покров развился под тугаями и лугами. На этих участках выделяют аллювиальные лугово-лесные, аллювиальные болотные, аллювиальные луговые и луговые каштановые почвы. Первый тип субстрата образовался собственно под тугайными лесами. Аллювиальные лугово-лесные почвы незасоленные, отличаются высоким содержанием гумуса (7,5 % у поверхности и 1,5-2 % на глубине) и характерными супесчаными, суглинистыми и глинистыми слоями. Аллювиальные болотные почвы приурочены к притеррасным понижениям рельефа, они сформировались под камышово-осоковыми зарослями и щёлочно-болотным разнотравьем. Аллювиальные луговые почвы присущи собственно пойме Куры и её низкой надпойменной террасе. Луговые каштановые почвы встречаются только в северной части надпойменных террас, где уровень грунтовых вод очень низкий.

## Флора

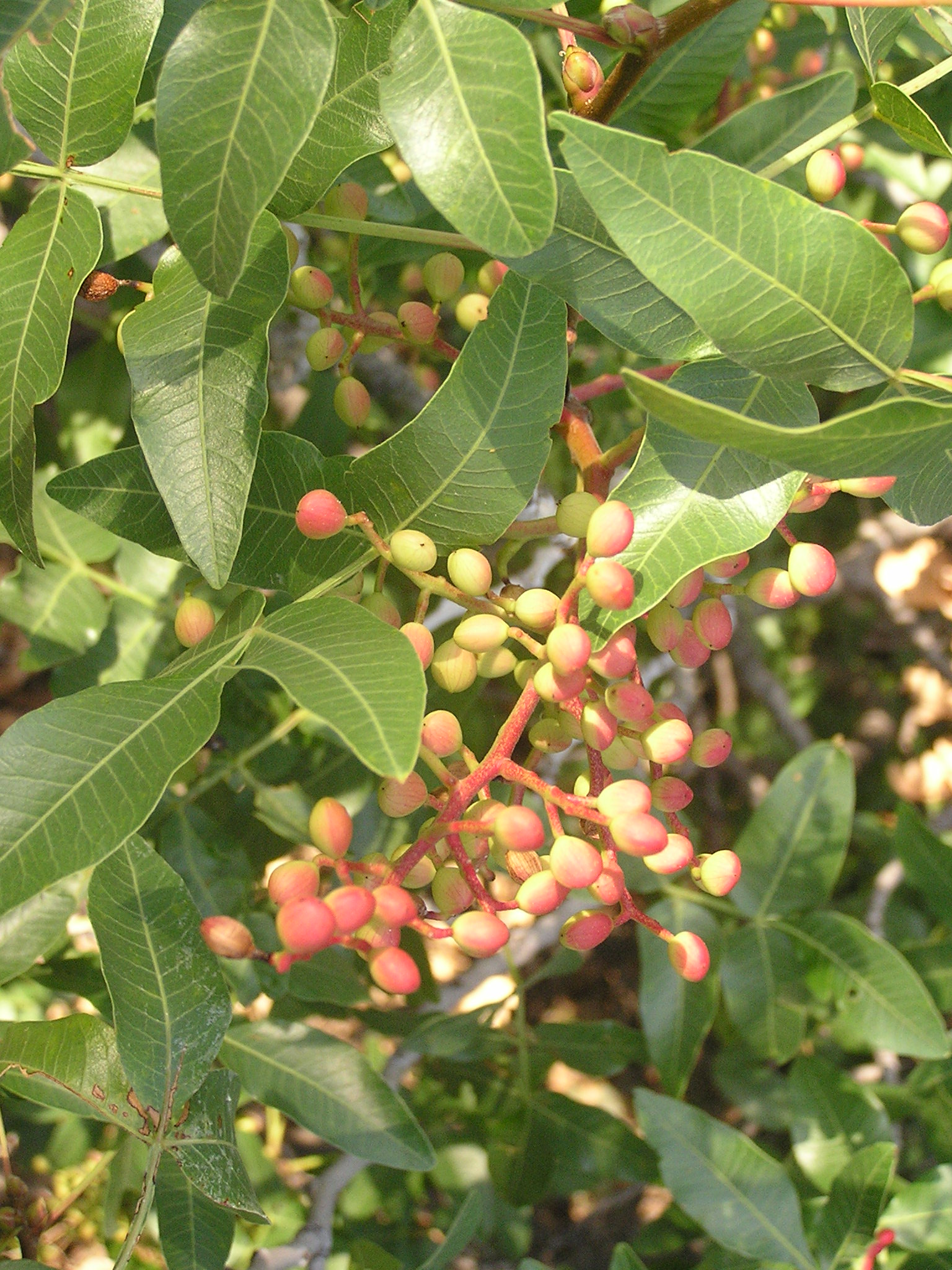
Фисташка туполистная в заповеднике растёт в основном на опушках

Растительность Гараязского заповедника имеет ярко выраженную поясность. Первый пояс прилегает непосредственно к урезу воды. Он представляет собой узкую полосу кустарниковых зарослей, образованных различными низкорослыми ивами, ежевикой, облепихой обыкновенной, дубом и т.п.
Сразу за ним начинается полоса тугаев. Это типичные леса, в которых высятся тополя чёрный и белый, осина, шелковица белая и высокие виды ив. Под ними густо растут кустарники: тамариски, ежевика, различные виды боярышника, гранат обыкновенный, свидина, бирючина обыкновенная. Деревья и кусты образуют здесь сплошную стену благодаря лианам. Вьющиеся стебли винограда лесного, обвойника греческого, ломоноса вьющегося и Smilax excelsa оплетают стволы и ветви, исключая передвижения такими зарослями. В травяном покрове растут морковь дикая, крапива двудомная, подмаренник цепкий, глухая крапива белая, различные виды герани и овсяницы и т.п. Иногда тугаи представляют собой чистые насаждения тополей, а на отдельных участках, наоборот, хорошо выраженная ярусность. В последнем случае первый ярус высотой 20-25 м образуют тополя, второй высотой 12-15 м — ива и шелковица, а третий высотой 7-8 м составлен берестом, каспийским подвидом лоха узколистного и ниже отдельными шелковицами.
Выше тугаев лежит пояс настоящих лесов. В Гараязском заповеднике выделяют несколько их типов: дубравы (850 га), топольник (560 га), вторичные леса, образованные одичавшей робинией ложноакациевой (390 га), вязовые леса (167 га), осичники (13 га) и ивовые леса (5 га). Дубравы составлены дубом черешчатым, фисташкой туполистной и шелковицей белой. Средний возраст дубов в дубравах 120 лет, прирост у них слабый, а обновление древостоя неудовлетворительное. В подлеске дубрав кроме привычных для тугаев боярышников и граната много держи-дерева обыкновенного и ягодных кустарников: мушмулы обыкновенной, шиповника, барбариса, кизила обыкновенного и т.п. Травяной покров в них развит хорошо, в нём господствуют клевер луговой, подорожник большой, свинорой пальчатый. В топольниках выделяют несколько растительных ассоциаций, из которых наиболее распространены вязово-тополевые леса с кустарниковым подлеском и влажные топольники с лианами. В целом, в топольниках прирост хороший, особенно это заметно в последнем подтипе леса, где встречаются деревья-великаны высотой 35-40 м и толщиной до 2,5 м. Вместе с тем обновление древостоя в топольниках плохое, а на отдельных участках отсутствует вообще. Травяной покров в таких лесах беднее, чем в дубравах.
Участки луговой растительности покрыты злаками, среди горных растений на них выделяются куртины высоких ирисов ложноаировых. Это растение, так же как и виноград лесной, занесено в Красную книгу Азербайджана.
| |  |  |  |  |
| Типичные растения заповедника (слева направо): 1) дуб черешчатый; 2) тополь чёрный; 3) шелковица белая; 4) гребенщик ветвистый; 5) Smilax excelsa. |  |  |  |  |

## Фауна

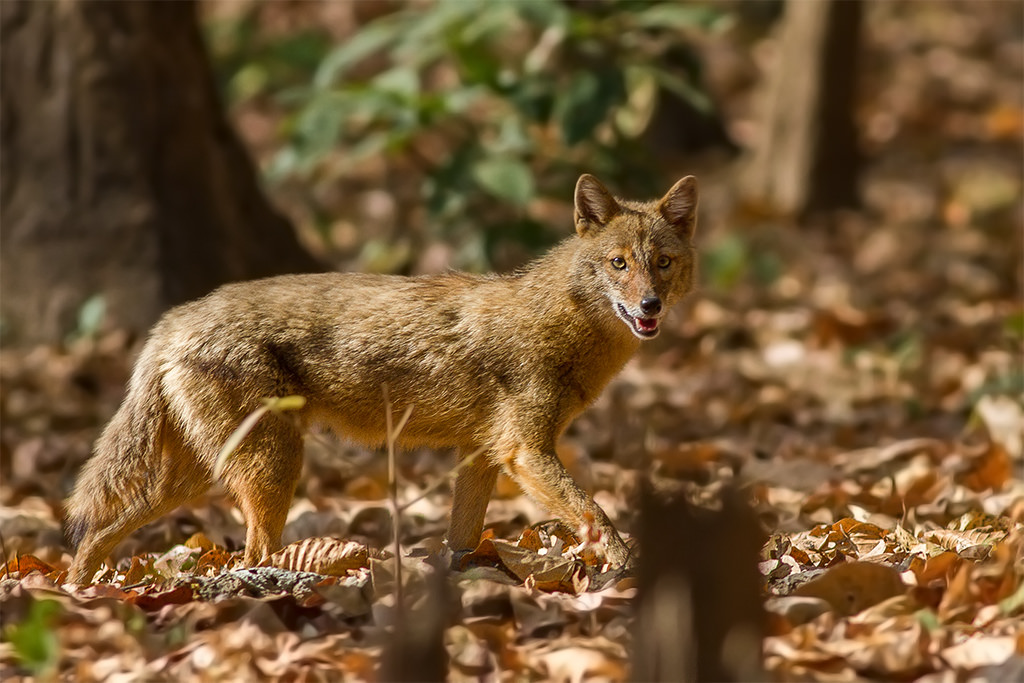
Обыкновенный шакал

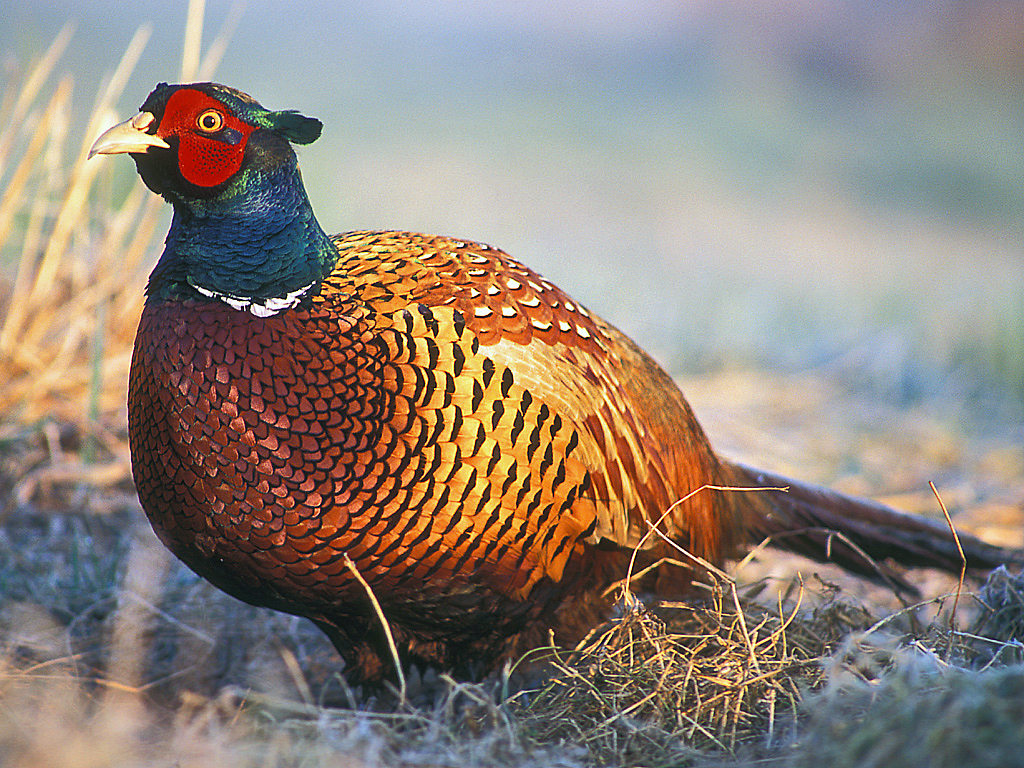
Самец обыкновенного фазана

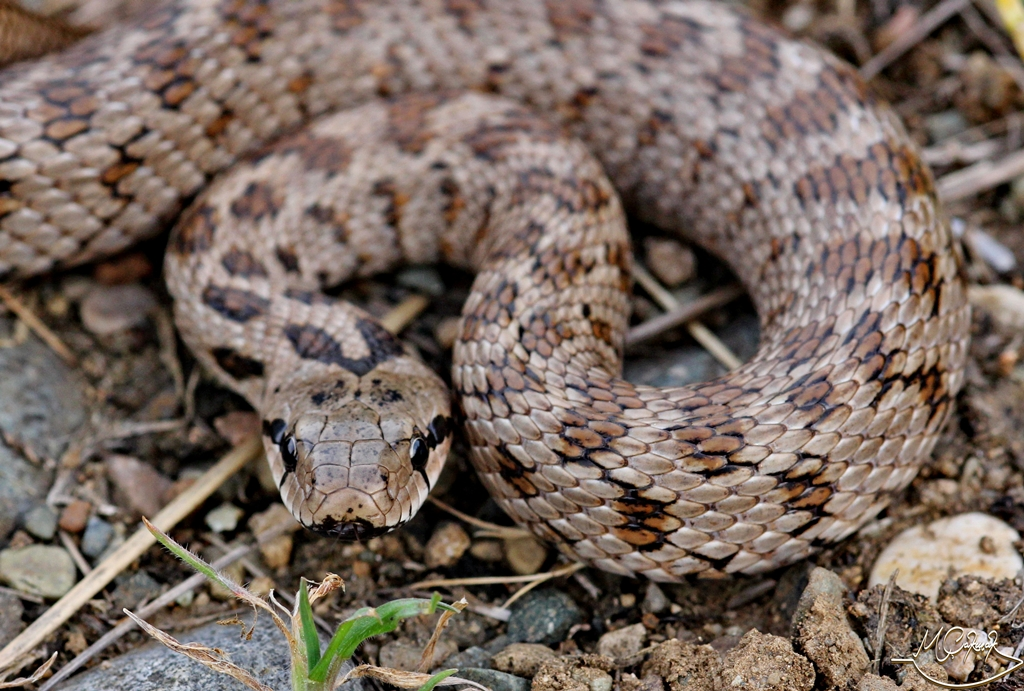
Закавказский полоз

Хотя Гараязский заповедник был создан для охраны дичи, обитающей в тугаях, его фауна скорее изучена в общих чертах, чем точно. Это можно объяснить небольшой площадью охраняемой территории, которая не способствует созданию плотных популяций животных в этой местности. За годы наблюдений в Гараязских лесах выявлено 16 видов млекопитающих, более 70 видов птиц, 10 видов пресмыкающихся, 6 видов земноводных, в водоёмах заповедника отмечено более 10 видов рыб.
Среди млекопитающих основным объектом охраны выступает олень благородный. В прошлом он принадлежал к любимым видам кавказской дичи и именно для защиты вида от полного истребления в Гараязских лесах и был создан сначала заказник, а затем заповедник. Сейчас территория заповедника остаётся единственным местом в Азербайджане, где обитает этот зверь. Из крупных млекопитающих, кроме оленя, на охраняемой территории замечали дикую свинью и хищников: волка, шакала обыкновенного, лисицу обыкновенную, кота лесного, барсука европейского. В водоёмах заповедника охотится выдра речная кавказского подвида, занесённая в Красную книгу Азербайджана. Перечень хищных зверей завершают мелкие каменная куница и ласка.
Другие ряды млекопитающих представлены насекомоядными, зайцеобразными и грызунами. Из числа насекомоядных распространены крот европейский, ёж европейский и белозубка Crocidura russula, а из числа зайцеобразных на охраняемой территории наблюдали только зайца серого. Грызуны также не отличаются разнообразием, однако довольно распространены. В заповедных лесах обитают кавказская белка и лесная соня, а в водоёмах наблюдали нутрий. Эти грызуны не являются автохтонными жителями Кавказа, в Азербайджане они были акклиматизированы.
В орнитофауне Гараязских лесов господствуют мелкие птицы. Наиболее разнообразны воробьинообразные (около 50 видов), среди которых своими голосами привлекают внимание многочисленные скворцы обыкновенные и дрозды. Кроме них, в тугаях много клинтухов, вяхирей, дятлов. Самый ценный житель лесов — фазан обыкновенный, на которого в прошлом часто охотились. На берегах охраняемых водоёмов отмечали гнездования уток и пастушковых птиц. Особую ценность представляет занесённая в Красную книгу Азербайджана дрофа, однако эта птица в заповеднике является немногочисленной.
Как и повсюду на Кавказе, в Гараязском заповеднике разнообразны пресмыкающиеся, среди которых преобладают змеи. Особый интерес для учёных представляет закавказский полоз, занесённый в национальную Красную книгу. Для заповедных водоёмов также характерны европейские болотные черепахи. Вместе с ними здесь обитают земноводные, представленные в основном лягушками, среди которых особенно заметна лягушка озёрная.
В водах Куры вблизи границ заповедника обитают сом обыкновенный, храмуля, толстолобик, сазан, форель, щука, усач, уклейка, быстрянка и т.д. Этот перечень показывает, что ихтиофауна заповедных водоёмов состоит из рыб двух экологических групп: космополитических жителей разнотипных пресных водоёмов и видов, присущих типично горным рекам. Фауна беспозвоночных в Гараязских лесах не исследована.

## Состояние экосистем
Тугаи принадлежат к уязвимым природным экосистемам, что обусловлено их спецификой. Эти леса развиваются в узкой приречной полосе, поэтому сильно зависят от режима водной артерии. Значительная вытянутость тугаев вдоль русла и небольшая протяжённость в ширину вызывает сильное влияние на них прилегающих территорий.
Поскольку Гараязский лес с древних времён находится в зоне интенсивного земледелия, его экосистемы оказались под наибольшей угрозой. Большая часть тугаев на западе Азербайджана была вырублена ещё в позапрошлом веке. Обезлесение этого региона вызвало дефицит древесины и повышенный спрос на дичь, таким образом угроза браконьерства в Гараязском лесу только возросла. О неэффективности природоохранных мероприятий свидетельствует предыстория заповедника. Ситуация с азербайджанскими тугаями значительно ухудшилась во второй половине XX века, когда массовое строительство гидроэлектростанций и, соответственно, образование нескольких водохранилищ (Еникендского, Шамхорского, Мингечаурского, Варварского и т. д.) привело к затоплению 35 000 га тугайных лесов. В этот же период на незатопленных участках поймы Куры в лесхозах площадь тугаев уменьшилась на 25-40 %. С одной стороны, это стало толчком для создания заповедника в Гараязском лесу — одного из последних островов тугайной растительности в стране. С другой стороны, хищническое несбалансированное хозяйствование на окружающих землях не способствовало развитию экологической культуры населения.
Введение строгого охранного режима показало неоднозначные результаты. После образования заповедника тугайные леса начали восстанавливаться, однако этот процесс идёт очень медленно. Что же касается фауны заповедника, то состояние популяций редких и ценных видов в течение десятилетий существования природоохранного учреждения практически не изменилось. Исследования биологов показали, что главное препятствие к восстановлению животного и растительного мира заповедника — систематическое нарушение охранного режима. Этому способствовал целый ряд факторов, как-то: небольшая начальная площадь заповедника, близость к его границам населённых пунктов и зон интенсивного земледелия, маленький штат сотрудников. Даже увеличение площади Гараязского заповедника в 2003 году не решило проблем. Более того, коллектив природоохранного учреждения заявил о фактическом саботаже охранного режима со стороны своего руководителя — Сахиба Абдулкеримлы. Директора заповедника обвинили в том, что он не имеет профильного образования (по специальности — режиссёр) и создал коррупционную схему, по которой он позволял местным жителям выпасывать скот на заповедной территории в обмен на деньги. Ориентировочно в Гараязском лесу пасли 500 голов крупного рогатого скота и около 1000 голов мелкого.

## Научная деятельность
До создания Гараязского заповедника местные леса исследовал профессор Л. И. Прилипко вместе с выдающимися азербайджанскими ботаниками Г. А. Алиевым и М. Ю. Халиловым. Почвы Гараязской низменности исследовал В. Г. Гасанов. После создания заповедника весомый вклад в изучение его флоры и фауны внесли О. И. Мустафаева, М. Н. Мусаева и Ф. Г. Мансуров.